# Strymon minor
Strymon minor är en fjärilsart som beskrevs av Aylmer Bourke Lambert. Strymon minor ingår i släktet Strymon och familjen juvelvingar. Inga underarter finns listade i Catalogue of Life.